# 貴耳集
《贵耳集》，宋代文言小说，凡三卷。南宋张端义著。
貴耳一詞取自古人有“贵耳贱目”之說，淳祐元年（1241年）张端义因直言获罪，被贬韶州（今广东韶关），遂将平生见闻整理成书，“因追忆旧录，记其事实，陆续成篇”。该书共三卷，分别撰成于宋理宗淳祐元年（1241）、淳祐四年、淳祐六年，第一集多记朝廷轶事，又及诗文评说、本草方书、岁时习俗等。
《贵耳集》所录诸事乃出於作者耳闻，例如周邦彦、宋徽宗和李师师三人的故事，則纯属杜撰。然而作者行文并不谨严，记述屡有讹误。《贵耳集》全书280余则，記载最多是孝宗朝事，有40余条。有《津逮秘书》本、《学津讨原》本，1959年中华书局據四庫全書本整理出版。